# Пиенца
Пиѐнца (на италиански: Pienza) е малък ренесансов град и община в централна Италия, провинция Сиена, регион Тоскана. Разположен е на 491 m надморска височина. Населението на общината е 2186 души (към 2010 г.).
До 1462 г. градчето е бил само малко село с името Корсиняно (Corsignano). В това село е роден в 1405 г. Енеа Силвио Пиколомини, който по-късно става папа Пий II. Той решава да превърне своето бедно малко родно село в нов град и създава новия център Пиенца по ренесансов стил.
Историческият ренесансов център се е добре запазил до днес и е един от обектите в Списъка на световното културно и природно наследство на ЮНЕСКО за Италия.